# Micranthes stellaris
Espèce
Micranthes stellaris, la Saxifrage étoilée ou Saxifrage en étoile, est une espèce de plantes à fleurs de la famille des Saxifragaceae, originaire du Canada, du Groenland et du Nord de l'Europe jusqu'en Russie.

## Description

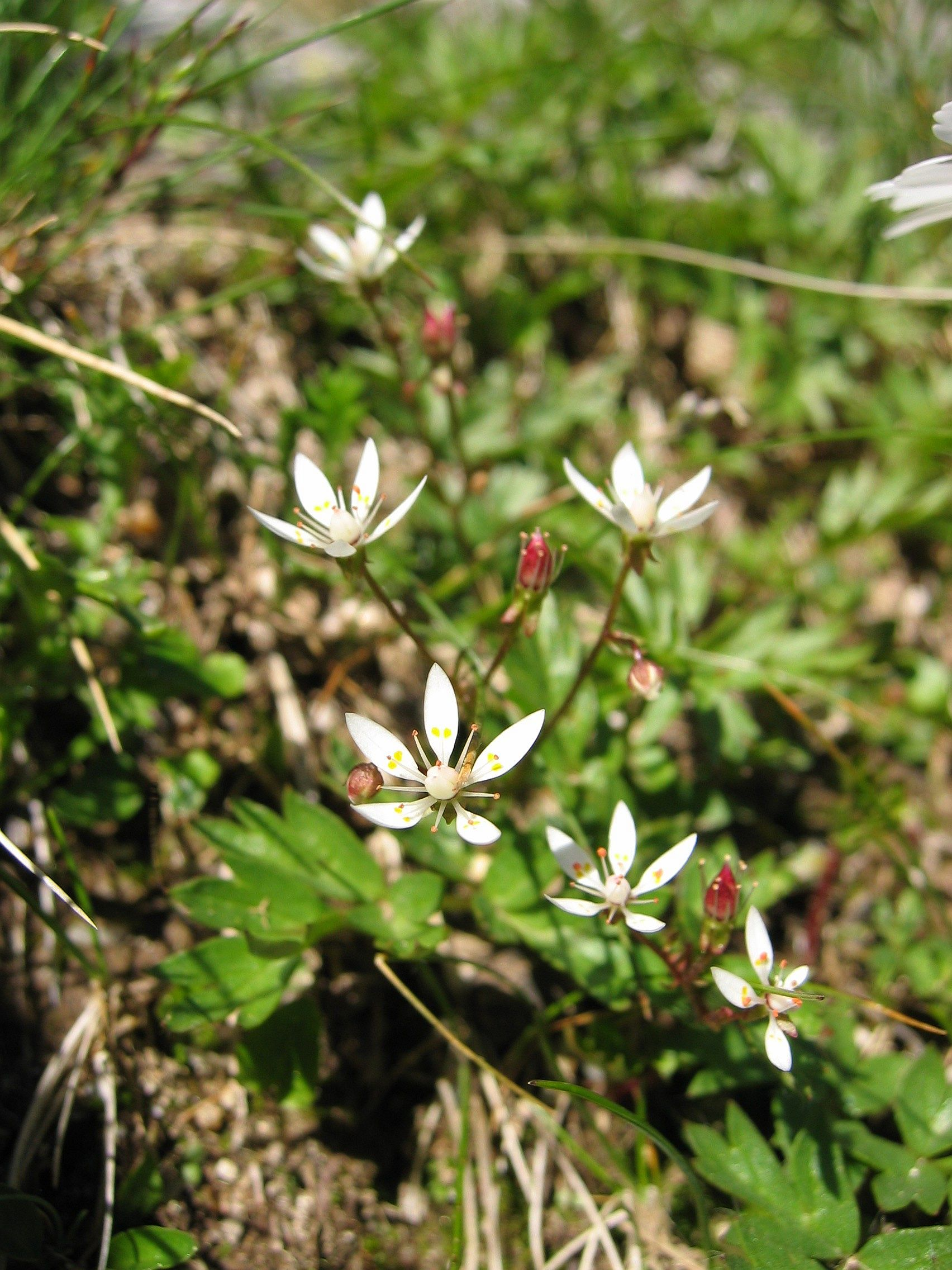
Saxifrage étoilée.

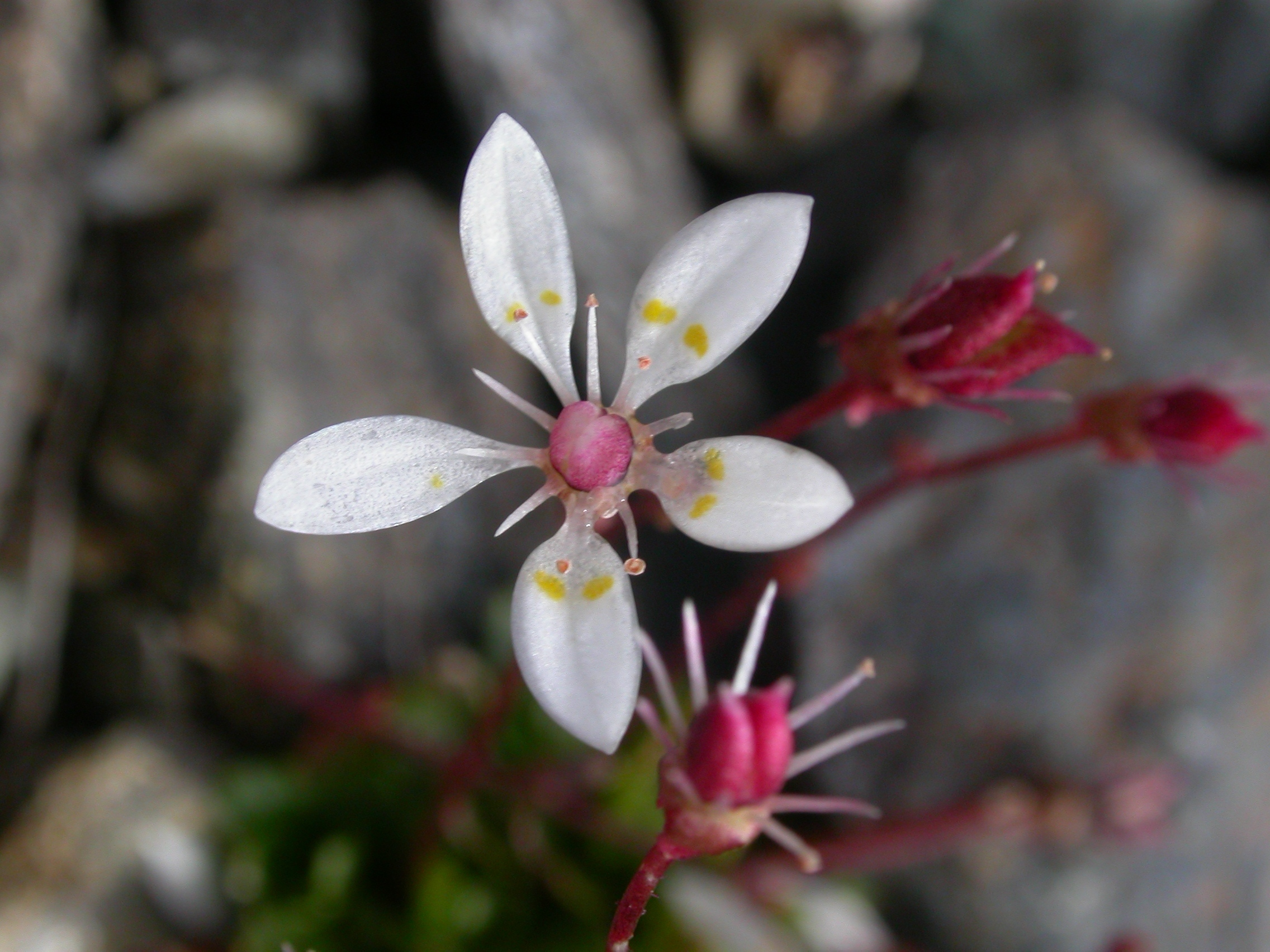
Saxifrage étoilée.

C'est une plante herbacée vivace.

## Liste des taxons de rang inférieur
Liste des sous-espèces et variétés selon GBIF (28 juin 2021) :
- Micranthes stellaris subsp. hispidula (Rochel) Gornall
- Micranthes stellaris subsp. robusta (Engl.) L.Sáez & Aymerich
- Micranthes stellaris subsp. stellaris
- Micranthes stellaris var. acaulis (Haller fil.) Gornall
- Micranthes stellaris var. gemmifera (D.A.Webb) Gornall
- Micranthes stellaris var. obovata (Engl.) Gornall
- Micranthes stellaris var. paucidentata Gornall
- Micranthes stellaris var. prolifera (Sternb.) Gornall

## Systématique
L'espèce a été initialement classée dans le genre Saxifraga sous le basionyme Saxifraga stellaris, par le naturaliste suédois Carl von Linné en 1753. Elle est déplacée en 2005 dans le genre Micranthes sous le nom correct Micranthes stellaris, par les botanistes italiens Gabriele Galasso, Enrico Augusto Banfi et Adriano Soldano.
Ce taxon porte en français les noms vernaculaires ou normalisés « Saxifrage étoilée,, » ou « Saxifrage en étoile ».
Micranthes stellaris a pour synonymes :
- Hydatica foliolosa Raf.
- Micranthes stellaris var. stellaris
- Saxifraga gredensis Riv.Mateos, 1925
- Saxifraga stellaris f. pygmaea Lange
- Saxifraga stellaris subsp. comosa Retz.
- Saxifraga stellaris subsp. engleri P.Fourn., 1936
- Saxifraga stellaris var. chlorantha Heer
- Saxifraga stellaris var. cryptopetala Abrom.
- Saxifraga subalpina Dalla Torre & Sarnth.
- Spathularia stellaris (L.) Haw., 1821